# 胜利广场 (塞维利亚)

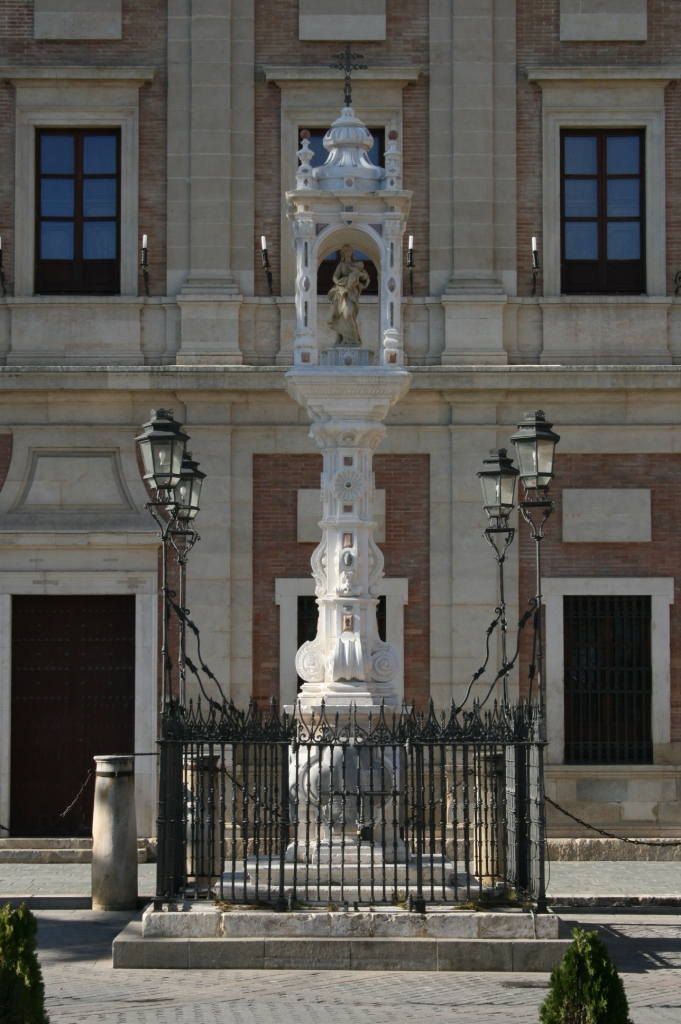
胜利纪念碑

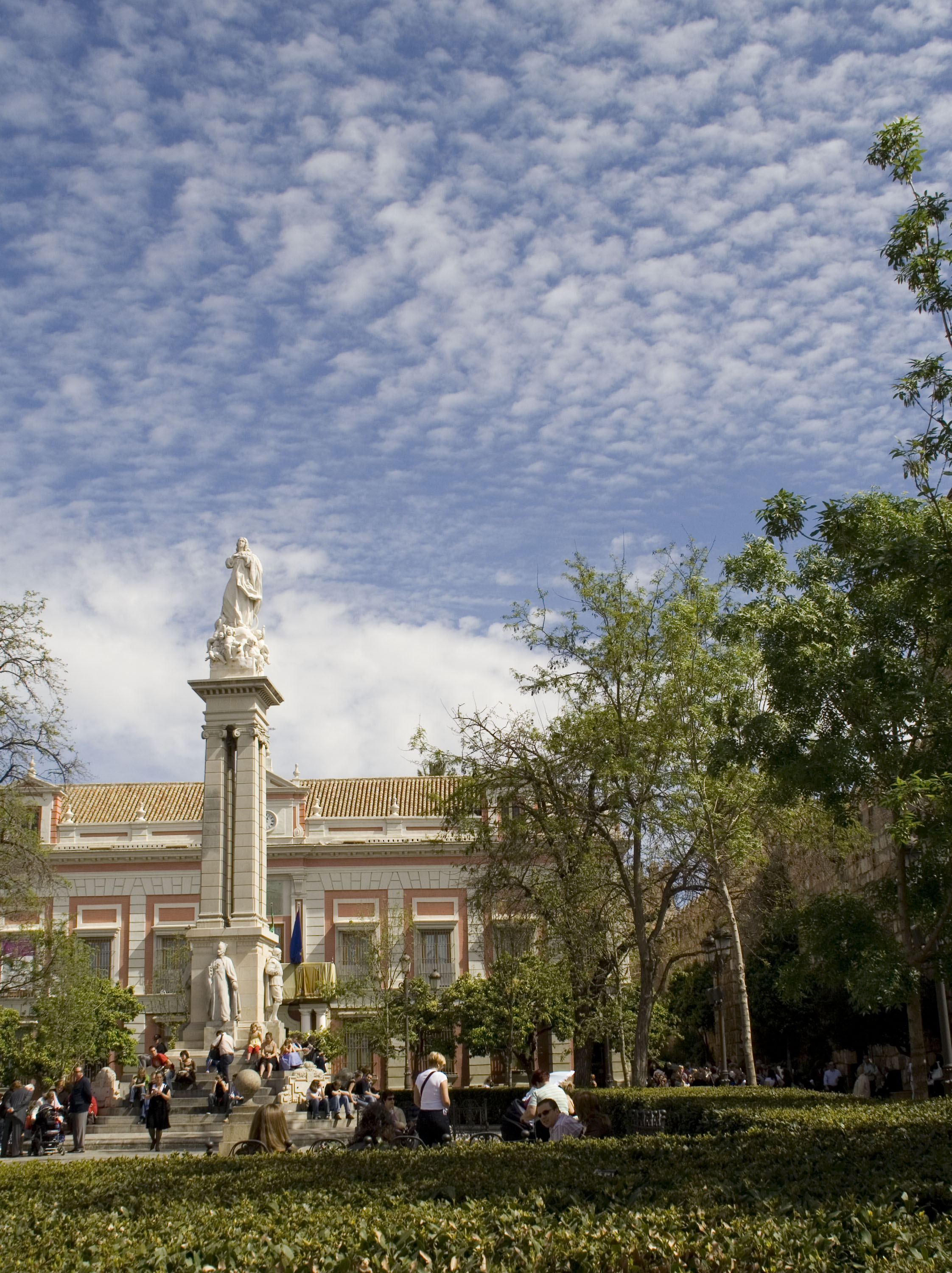
无玷始胎圣母雕塑

胜利广场（Plaza del Triunfo）位于塞维利亚市中心，介于在1987年被列为世界遗产的一群建筑物中间：西印度群岛档案馆、塞维利亚王宫和塞维利亚主教座堂。广场得名于西印度群岛档案馆一侧的巴洛克式的胜利之后堂， 内有圣母子像，建于1757年，以感谢在1755年里斯本大地震中，主教座堂部分倒塌，却无人伤亡。以及地震当天的诸圣日交易，得以继续在户外完成（即胜利广场所在地）。
在这座教堂前是无玷始胎圣母雕塑，由洛伦索Coullaut瓦勒拉创作于1918年，每年12月8日举办的演奏会，吸引了大批人群。
除了登录建筑以外，还有两座有趣的建筑：省宫（casa de la Provincia），前国王医院和显圣容修道院（convento de la Encarnación）。

## 历史
建造主教座堂贯穿了整个15世纪，这个地方被称为篇章广场（Plaza de los Cantos），因为它是聚集歌唱的场所。在接下来的几个世纪，它被称为国王医院广场（Plaza del Hospital del Rey）。
在18世纪拆毁拱门修建了胜利纪念碑。在二十世纪初，又修建了无玷始胎圣母雕塑以美化广场。